# Francisco Pina Polo
Francisco Pina Polo (* 1959 in Saragossa) ist ein spanischer Althistoriker.
Am Institute for Advanced Study forschte er von Januar bis Juni 2012. Er lehrt als Professor an der Universität Saragossa.
Sein Forschungsschwerpunkte sind das republikanische Rom sowie die Quaestur und ihre politischen Funktionen in Rom und den Provinzen.

## Schriften (Auswahl)
- Las contiones civiles y militares en Roma (= Monografías de historia antigua). Universidad de Zaragoza – Departamento de Ciencias de la Antigüedad, Saragossa 1989, ISBN 84-600-7119-7 (zugleich Dissertation, Saragossa 1989).
- Contra arma verbis. Der Redner vor dem Volk in der späten römischen Republik (= Heidelberger Althistorische Beiträge und Epigraphische Studien. Band 12). Steiner, Stuttgart 1996, ISBN 3-515-06854-6.
- als Herausgeber mit Francisco Marco Simón und José Remesal Rodríguez: Religión y propaganda política en el mundo romano (= Instrumenta. Band 12). Publicacions Universitat de Barcelona, Barcelona 2002, ISBN 84-475-2723-9.
- als Herausgeber mit Francisco Marco Simón und José Remesal Rodríguez: Vivir en tierra extraña. Emigración e integración cultural en el mundo antiguo. Actas de la reunión realizada en Zaragoza los días 2 y 3 de junio de 2003 (= Instrumenta. Band 16). Publicacions Universitat de Barcelona, Barcelona 2004, ISBN 84-475-2802-2.
- Marco Tulio Cicerón. Ariel, Barcelona 2005, ISBN 84-344-6771-2.
  - Sabine Panzram (Übersetzerin): Rom, das bin ich. Marcus Tullius Cicero. Ein Leben. Klett-Cotta, Stuttgart 2010, ISBN 978-3-608-94645-1.
    - 2. Auflage, ebenda 2011, ISBN 978-3-608-94645-1.
- als Herausgeber mit Francisco Marco Simón und José Remesal Rodríguez: Repúblicas y ciudadanos. Modelos de participación cívica en el mundo antiguo (= Instrumenta. Band 21). Publicacions Universitat de Barcelona, Barcelona 2006, ISBN 84-475-3093-0.
- als Herausgeber mit Francisco Marco Simón und José Remesal Rodríguez: Formae mortis. El tránsito de la vida a la muerte en las sociedades antiguas (= Instrumenta. Band 30). Publicacions Universitat de Barcelona, Barcelona 2009, ISBN 84-475-3352-2.
- als Herausgeber mit Francisco Marco Simón und José Remesal Rodríguez: Viajeros, peregrinos y aventureros en el mundo antiguo (= Instrumenta. Band 36). Publicacions Universitat de Barcelona, Barcelona 2010, ISBN 84-475-3480-4.
- als Herausgeber mit Antonio Duplá, Hans Beck und Martin Jehne: Consuls and Res Publica. Holding High Office in Republican Rome. Cambridge University Press, Cambridge 2011, ISBN 1-107-52651-5.
- als Herausgeber: Vae Victis! Perdedores en el mundo antiguo (= Instrumenta. Band 40). Publicacions Universitat de Barcelona, Barcelona 2012, ISBN 84-475-3651-3.
- als Herausgeber mit Francisco Marco Simón und José Remesal Rodríguez: Fraude, mentiras y engaños en el mundo antiguo (= Instrumenta. Band 45). Publicacions Universitat de Barcelona, Barcelona 2014, ISBN 84-475-3889-3.
- als Herausgeber mit Martin Jehne: Foreign clientelae in the Roman Empire. A Reconsideration (= Historia Einzelschriften. Band 238). Steiner, Stuttgart 2015, ISBN 3-515-11061-5.
- als Herausgeber mit Francisco Marco Simón und José Remesal Rodríguez: Autorretratos. La creación de la imagen personal en la antigüedad (= Instrumenta. Band 53). Publicacions Universitat de Barcelona, Barcelona 2016, ISBN 978-84-475-4067-9.